# Henrik Törnqvist
Carl Henrik Anders Törnqvist, född 25 augusti 1996 i Motala, är en svensk professionell ishockeyspelare som spelar för Iserlohn Roosters i DEL. Törnqvist kom till Linköping HC:s juniorverksamhet 2011 från moderklubben Motala AIF. Han lämnade klubben för spel med Karlskrona HK säsongen 2017/18. Han återvände dock till Linköping senare samma säsong. Den efterföljande säsongen tillbringade han med Timrå IK, innan han åter vände tillbaka till Linköping 2019. 2025 lämnade han för första gången Sverige, för spel i tyska Iserlohn Roosters.
Törnqvist gjorde A-landslagsdebut i april 2022. Han har sedan tidigare representerat det svenska landslaget vid ett flertal tillfällen i ungdoms- och juniorsammanhang. 2013 vann han ett guld vid World U-17 Hockey Challenge i Kanada.

## Karriär

### Klubblagskarriär
Törnqvist påbörjade sin hockeykarriär i Motala AIF. Säsongen 2011/12 spelade han med Linköping HC:s U16- och J18-lag och de två efterföljande säsongerna varvade han spel med J18 och i J20 Superelit. Säsongen 2013/14 spelade han 40 matcher i J20 Superelit och noterades för 12 poäng. Han var även med i föreningens J18-lag som samma år tog ett SM-silver. Den 13 september 2014 debuterade han i SHL med Linköpings A-lag och den 23 oktober samma år gjorde han sin första SHL-poäng då han noterades för en assist i Linköpings 5-0–seger över Brynäs IF. I december 2014 skrev han på ett tvåårskontrakt med Linköping. Den 6 januari 2015 gjorde Törnqvist sitt första SHL-mål, på Gustaf Wesslau i HV71. Den 26 februari 2016 meddelade LHC att Törnqvist förlängt sitt kontrakt med klubben med ytterligare ett år.
Efter SM-slutspelet 2017 meddelades det att Törnqvist lämnat Linköping, och den 6 april 2017 presenterades han som ett av Karlskrona HK:s nyförvärv då han skrivit ett tvåårsavtal med klubben. Sedan Törnqvist fått mer begränsad speltid i laget under januari 2018, meddelades det den 24 januari att Karlskrona brutit kontraktet med Törnqvist. På 38 matcher noterades han för sju poäng, varav fem mål. Samma dag bekräftades det att Törnqvist skrivit på ett avtal för resten av säsongen med Linköping HC.
Den 19 april 2018 bekräftades det att Törnqvist skrivit ett ettårsavtal med Timrå IK. Han gjorde därefter sin poängmässigt främsta säsong i SHL och vann Timrås interna poängliga i grundserien. På 51 matcher noterades han för 32 poäng (9 mål, 23 assist). Den 26 mars 2019 meddelades det att Törnqvist förlängt sitt avtal med Timrå med ytterligare tre säsonger. Laget slutade dock sist i grundserien och degraderades därefter till Hockeyallsvenskan sedan man förlorat en matchserie mot IK Oskarshamn (3–4) i Direktkval till Svenska Hockeyligan 2019. Törnqvists avtal med Timrå slutade därmed gälla, varpå han presenterades som ett av Linköping HC:s nyförvärv den 21 april 2019.
Säsongen 2020/21 stod Törnqvist för 17 poäng, varav 7 mål, på 32 matcher. Den 4 januari 2021 noterades han för sin 100:e poäng i SHL då han stod för Linköpings enda mål i en 3–1-förlust mot Malmö Redhawks. Senare samma månad ådrog han sig en skada under en match mot Frölunda HC och missade därför en stor del av grundserien. Den följande säsongen spelade Törnqvist samtliga 52 grundseriematcher och slog sitt personliga målrekord i SHL (12) – totalt stod han för 25 poäng under säsongens gång. Den 18 januari 2022 meddelades det att Törnqvist förlängt sitt avtal med Linköping med ytterligare tre säsonger.
Törnqvist noterades för 19 poäng, varav 10 mål i grundserien under säsongen 2022/23. För fjärde säsongen i följd med Törnqvist i laget, misslyckades Linköping att ta sig till SM-slutspel. I inledningen av säsongen 2023/24 ådrog sig Törnqvist en skada under en match mot Malmö Redhawks den 5 oktober 2023. Efter undersökning så stod det klart att det främre korsbandet gått av och att han skulle komma att missa återstoden av säsongen. På de åtta matcher han spelade noterades han för två assistpoäng.
Den 13 juni 2025 bekräftades det att Törnqvist för första gången i karriären skrivit ett avtal med en utländsk klubb; han skrev ett ettårskontrakt med Iserlohn Roosters i tyska DEL.

### Landslagskarriär
2013 blev Törnqvist uttagen till Sveriges U17-landslag och var med då Sverige tog sitt första guld någonsin i World U-17 Hockey Challenge i Kanada. På sex matcher stod Forsling för totalt 6 poäng (3 mål, 3 assist). 2014 representerade han Sverige när U18-VM avgjordes i Finland. Efter att ha besegrat Finland med hela 10–0 i kvartsfinal förlorade sedan laget mot USA i semifinal. Även i bronsmatchen förlorade Sverige och man slutade därmed som fyra. På sju matcher noterades Törnqvist för 5 poäng (3 mål, 2 assist).
Törnqvist gjorde A-landslagsdebut den 13 april 2022 i en träningsmatch mot Norge. Dagen därpå gjorde han sitt första A-landslagsmål då samma motstånd besegrades med 7–0.

## Statistik

### Klubbkarriär
| 2014–15    | Linköping HC  | SHL        | 48  | 1  | 3  | 4   | 6   | 11 | 0 | 0 | 0 | 0 |
| 2015–16    | Linköping HC  | SHL        | 52  | 6  | 6  | 12  | 10  | 6  | 1 | 1 | 2 | 4 |
| 2016–17    | Linköping HC  | SHL        | 50  | 7  | 6  | 13  | 33  | 6  | 1 | 0 | 1 | 0 |
| 2017–18    | Karlskrona HK | SHL        | 38  | 5  | 2  | 7   | 4   | —  | — | — | — | — |
| 2017–18    | Linköping HC  | SHL        | 13  | 1  | 0  | 1   | 4   | 7  | 1 | 1 | 2 | 0 |
| 2018–19    | Timrå IK      | SHL        | 51  | 9  | 23 | 32  | 10  | 7  | 3 | 5 | 8 | 0 |
| 2019–20    | Linköping HC  | SHL        | 51  | 8  | 11 | 19  | 10  | —  | — | — | — | — |
| 2020–21    | Linköping HC  | SHL        | 32  | 7  | 10 | 17  | 14  | —  | — | — | — | — |
| 2021–22    | Linköping HC  | SHL        | 52  | 12 | 13 | 25  | 8   | —  | — | — | — | — |
| 2022–23    | Linköping HC  | SHL        | 51  | 10 | 9  | 19  | 4   | —  | — | — | — | — |
| 2023–24    | Linköping HC  | SHL        | 8   | 0  | 2  | 2   | 4   | —  | — | — | — | — |
| 2024–25    | Linköping HC  | SHL        | 51  | 7  | 8  | 15  | 33  | —  | — | — | — | — |
| SHL totalt | SHL totalt    | SHL totalt | 497 | 73 | 93 | 166 | 140 | 30 | 3 | 2 | 5 | 4 |

### Internationellt
| År            | Lag           | Turnering     | Matcher | Mål | Assists | Poäng | Utv. |
| ------------- | ------------- | ------------- | ------- | --- | ------- | ----- | ---- |
| 2013          | Sverige       | WU-17 HC      | 6       | 3   | 3       | 6     | 8    |
| 2014          | Sverige       | U18-VM        | 7       | 3   | 2       | 5     | 2    |
| Junior totalt | Junior totalt | Junior totalt | 13      | 6   | 5       | 11    | 10   |